# تانگین (توئسه)
تانگین شهری در شهرستان توئسه در استان بازگا در بورکینافاسوی مرکزی است و جمعیت آن ۷۴۶ نفر است.